# تیگران کاراپتیان (سیاست‌مدار)
تیگران گوری کاراپتیان (ارمنی: Տիգրան Գոռի Կարապետյան؛ زادهٔ ۱۰ فوریهٔ ۱۹۸۱) یک سیاستمدار و اقتصاددان اهل ارمنستان است که از تاریخ ۲۰۱۹ تا تاریخ ۲۰۲۱ سمت نمایندگی دوره هفتم مجلس ملی جمهوری ارمنستان را برعهده داشت.

## زندگی‌نامه
در ۱۰ فوریه ۱۹۸۱ در گوریس به دنیا آمد و از دانشکده اقتصاد دانشگاه دولتی ایروان فارغ‌التحصیل شد. 